# 낯선 곳의 이방인 (로스트)
"낯선 곳의 이방인"은 미국의 방송국 ABC의 드라마 시리즈 로스트 시즌 3의 9번째 에피소드로 시리즈 전체를 통틀어서 58번째로 방영되는 에피소드이다. 각본은 엘리자베스 사노프와 크리스티나 M. 킴, 감독은 파리스 버클레이가 맡았다. ABC를 통해 2007년 2월 21일 첫 방영되었다.
이 에피소드에서는 케이트 오스틴 (에반젤린 릴리), 칼 (블레이크 바스호프), 제임스 소이어 포드 (조시 홀로웨이)가 생존자 캠프로 돌아가는 반면 잭 셰퍼드 (매튜 폭스). 알렉스 (타니아 레이몬드)는 아더스의 캠프에 남아 줄리엣 버크 (엘리자베스 미셸)을 구하는 내용을 담고 있다. 이 에피소드에서의 플래시백에서는 잭의 팔에 문신에 대한 이야기가 등장한다.
낯선 곳의 이방인이란 제목은 대한민국 방영본 제목으로 미국, 캐나다 현지 방영본 제목은 "Stranger in a Strange Land"(낯선 곳의 낯선 사람)이다.